# رودخانه اوسوری
رودخانه اوسوری یا رودخانه ووسولی (روسی: река Уссури) چینی ساده: 乌苏里江; پین‌یین: Wūsūlǐ Jiāng) رودی است که از میان سرزمین خاباروفسک، سرزمین پریمورسکی، روسیه و قسمت جنوب شرق چین شمال شرقی می‌گذرد. این رود از محدودهٔ کوهستانی سیخوته-آلین سرچشمه می‌گیرد و با پائین رفتنش به سوی شمال بخشی از مرز روسیه-چین را تشکیل می‌دهد (که بر پایه کنوانسیون پکن در سال ۱۸۶۰ تعیین گردیده‌است) تا در نهایت در خاباروفسک به عنوان یک فرعی به رود آمور بپیوندد. رودخانه اوسوری تقریباً ۸۹۷ کیلومتر طول دارد. حدود ۶۰ درصد آب رودخانه از باران، ۳۰ تا ۳۵ درصد از برف و نیز از چشمه‌های زیرزمینی تأمین می‌شود.

## نام
اوسوری با نام‌های گوناگونی شناخته می‌شود. در منچو Usuri Ula یا Dobi Bira (رودخانه روباه‌ها) نامیده می شود و در مغولی آن‌را Üsusüri Müren می‌نامند.

## تاریخ
- رودخانه اوسوری به سیلهای فاجعه‌بارش شهرت دارد. رودخانه در ماه نوامبر منجمد می‌شود و تا آوریل یخی باقی می‌ماند.اوسوری زیستگاه ماهیان گوناگونی است از جمله: ماهی بلندباله, ماهیان خاویاری, آزادماهی صورتی (gorbusha), آزادماهی سگی (keta) و ...
- در طول جنگ جهانی دوم اوسوری یکی از مرزهایی بود که نیروهای شوروی در سال ۱۹۴۵ و در طی تهاجم نظامی شوروی به منچوری از طریق آن وارد منچوری شدند.
- درگیری مرزی چین و شوروی در سال ۱۹۶۹ در جزیره دامانسکی شوروی که در رودخانه اوسوری قرار دارد واقع شد.